# Бигби, Карсон
Карсон Ли Бигби (англ. Carson Lee Bigbee, 31 марта 1895, Лебанон, Орегон — 17 октября 1964, Портленд, там же) — американский бейсболист, аутфилдер. С 1916 по 1926 год выступал в Главной лиге бейсбола в составе «Питтсбург Пайрэтс». Победитель Мировой серии 1925 года.

## Биография

### Ранние годы и начало карьеры
Карсон Ли Бигби родился 31 марта 1895 года. Он был младшим из троих детей в семье школьных учителей Клейборна и Калли Бигби. Все они учились в старшей школе Олбани и были хорошими спортсменами. Брат Карсона Лайл также в будущем стал профессиональным бейсболистом. Карсон играл на позициях шортстопа и кэтчера, и отличался высокой скоростью, за что получил прозвище «Скитер». Он проявлял себя и в других видах спорта: в 1911 году вместе со школьной командой выиграл чемпионат Западного Орегона по баскетболу, а также играл квотербеком футбольной команды.
Несмотря на интерес со стороны профессиональных бейсбольных команд, Карсон поступил в Орегонский университет. Там он продолжил заниматься тремя видами спорта, был одним из лучших отбивающих, а также лидером баскетбольной команды. Известно, что в 1914 году Бигби отклонил предложение контракта от «Чикаго Уайт Сокс».
Весной 1916 года Карсон подписал соглашение с командой Лиги Тихоокеанского побережья «Портленд Биверс», но в состав пробиться не смог и после предсезонных сборов был отправлен в «Такому Тайгерс» из Северо-западной лиги. Там тренер перевёл его на позицию аутфилдера, где Бигби мог эффективнее использовать свою скорость. Он также результативно играл на бите, отбивая с показателем 34,0 %, выбил 25 даблов и украл 50 баз. Карсона даже называли «Таем Коббом Северо-западной лиги». Интерес к нему проявляло несколько команд Главной лиги бейсбола и в итоге он оказался в «Питтсбурге», заплатившем 5 000 долларов.

### Главная лига бейсбола
За «Пайрэтс» он дебютировал 24 августа 1916 года в победном матче против «Нью-Йорк Джайентс». В пяти выходах на биту Карсон выбил два хита и получил один уок. От него многого ожидали в сезоне 1917 года, но серия травм не позволила Бигби сыграть на высоком уровне. Его показатель отбивания в играх чемпионата составил всего 23,9 %. В том же году Карсон установил рекорд лиги, в матче с «Бруклин Доджерс» выйдя на биту одиннадцать раз. В октябре он женился на своей подруге по университету Грейс Бингем. Свадьба была организована в спешке из-за вступления США в Первую мировую войну. По этой же причине он в межсезонье работал на судостроительной верфи в Сиэтле, что позволяло отсрочить призыв в армию. 
В 1918 году Бигби вернулся в «Пайрэтс» и сыграл за команду в 92 матчах чемпионата. После его завершения он оказался на военной службе в частях береговой артиллерии на базе Форт-Стивенс в Орегоне, но в декабре война закончилась и его демобилизовали. Карсон продолжил свою карьеру в «Питтсбурге», где сначала конкурировал за место в аутфилде с Максом Кэри, а после обмена Кейси Стенгела в «Филлис» играл рядом с ним. По итогам сезона 1919 года он стал третьим в лиге по числу украденных баз. В межсезонье Бигби был приглашён в объединённую команду «Пайрэтс» и «Доджерс», отправившуюся в турне по Кубе.
Яркий сезон ему удался в 1921 году, когда Карсон провёл серию из 23 игр подряд с хитами. В том сезоне его показатель отбивания вырос до 32,3 %. Также в 1921 и 1922 годах Бигби был лидером Национальной лиги по числу выбитых синглов. Сезон 1922 года в целом стал для него лучшим в карьере: он отбивал с показателем 35,0 % и стал лучшим левым аутфилдером по числу сделанных в защите аутов и результативных передач. В дальнейшем у него начались проблемы со зрением, у него был хронический тонзиллит,  и карьера постепенно пошла на спад.
В 1923 году Карсон вместе с Максом Кэри открыл в Портленде магазин запасных частей для автомобилей, которые стали главным его хобби. Годом ранее он сам проехал практически через весь континент. Бизнес шёл в гору и вскоре их компания уже располагала филиалами в Лос-Анджелесе и Сан-Франциско. Тем временем, его роль в составе «Пайрэтс» становилась всё менее заметной. В чемпионском сезоне 1925 года Бигби уже не был игроком основного состава, хотя именно его удар позволил команде сравнять счёт в седьмой игре Мировой серии против «Вашингтон Сенаторз». Следующий сезон стал для него последним в «Питтсбурге» и завершился громким скандалом. Бигби, Кэри и питчер Бейб Адамс высказали недовольство действиями вице-президента команды Фреда Кларка, который требовал от тренера Билла Маккечни убрать Кэри из стартового состава. Результатом стало отчисление всех трёх ветеранов.

### После бейсбола
Покинув «Пайрэтс» Бигби уехал в Орегон. Вместе с бывшим партнёром по команде Джорджем Катшоу он стал совладельцем грейпфрутовой фермы в Калифорнии. Он также намеревался продолжить спортивную карьеру и подписал контракт на 1927 год с «Сиэтл Индианс», но там в итоге решили не платить большую зарплату игроку, не находящемуся в команде постоянно. Он провёл часть сезона в составе «Биверс», а в 1928 году несколько месяцев играл за «Лос-Анджелес Энджелс». В мае Карсон окончательно закончил с бейсболом и с супругой и двумя детьми переехал на ранчо в Броули.
В 1937 году Карсон продал свою долю в ферме Катшоу и снова переехал в Портленд. Он вернулся в автомобильный бизнес, работал в дилерском центре Cadillac и La Salle. В 1942 году, после вступления США во Вторую мировую войну, Бигби снова пошёл работать на верфь. В том же году его брат Лайл покончил с собой. Затем последовал развод с Грейс. В октябре 1943 года Карсон женился на 34-летней Дороти Скотт, но с ней прожил недолго. Спустя четыре года он снова женился на Грейс.
В 1948 году Макс Кэри, к тому моменту ставший президентом Профессиональной женской бейсбольной лиги, предложил ему стать главным тренером команды «Спрингфилд Саллис». Его имя помогло привлечь к лиге дополнительное внимание, но успешного тренера из Бигби не получилось. Его команда заняла последнее место, а годом позже «Маскигон Лэссис», которых он тренировал, стали шестыми из восьми участников. 
Всю оставшуюся жизнь он с семьёй прожил в Портленде. Умер Карсон Бигби в своём доме 17 октября 1964 года.